# مكلوار آمبروز

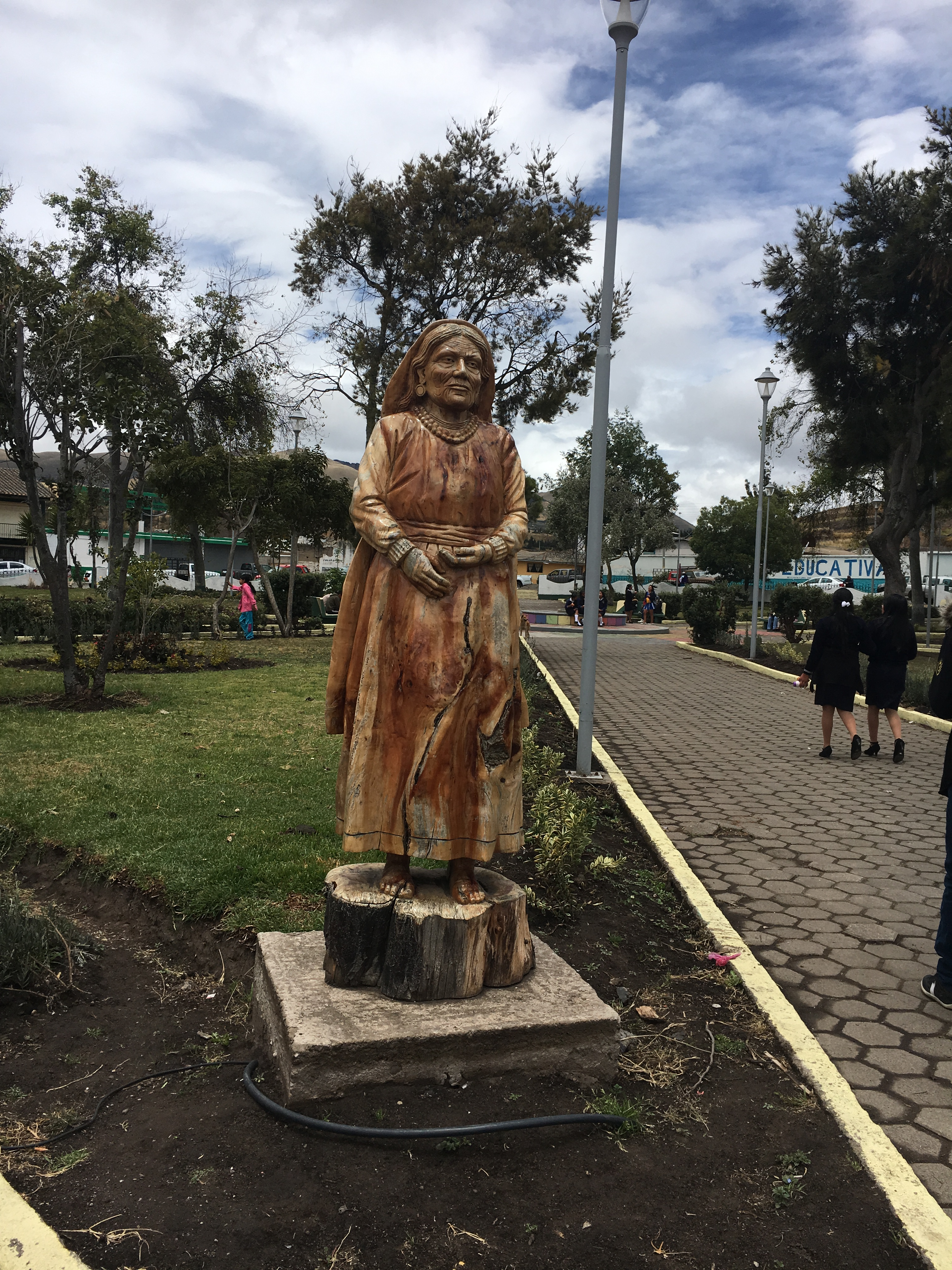
دولوريس كاكوانغو

ولِدت مكلوار آمبروز  Magloire Ambroise في 1 يناير 1774 في جاكميل، وتوفيت في بورتوبرنس سانت دومينيك  بتاريخ 7 سبتمبر 1807، وقد كانت سياسية وبطلة استقلال هاييتي، بدأت نشاطها العسكري في الجيش الاستعماري.

## سيرة حياتها
طيلة حرب السكاكين بين توسان لوورتيور في الشمال ضد زعيم المولاتيين أندريه ريغو في الجنوب (1799-1801) ،أنقذ مكلوار آمبروز حياة مئات العائلات في جاكميل. نتيجة لذلك، وبالنتيجة اعتبرها سكان تلك المدينة بطلة في ذلك الوقت، وفي عام 1802 عينها جان جاك ديسالين حاكما لجاكميل، ومع ذلك استولت القوات الفرنسية على تلك المدينة شأنها شأن العديد من المدن الأخرى في ذلك الزمان، وفي عام 1803 حاصرت مكلوار آمبروز جاكميل، وانتهى الحصار في 17 أكتوبر 1803 عندما استسلمت القوات الفرنسية وسمح لهم جنود مكلوار بالصعود إلى سفينة حربية بريطانية.
في عام 1804 كانت مكلوار آمبروز أحد الجنرالات الذين وقعوا إعلان الاستقلال ، وفي فبراير 1806 بناءا على امر من  ديسالين تم دعم مكلوار فرانسيسكو دي ميراندا كزعيم أمريكا الجنوبية الذي حارب لتحرير أمريكا اللاتينية من تحت سلطة الحكم الإسباني، وقدم لها العتاد والأفراد لمحاربة الأسبان، وبعد ذلك بشهر في 12 مارس 1806 ارتفع العلم الفنزويلي وظهر إلى الوجود واضحا للعيان في ميناء جاكميل،  ويتم الاحتفال بهذا اليوم في فنزويلا على اعتباره يوم العلم، ومن الملفت للنظر  إلى أن العلم الفنزويلي يتميز باللونين الأحمر والأزرق، وهو ما يرمز إلى صداقتهما مع هايتي.
وفي عام 1807 أصبح مكلوار آمبروز رئيسةً لمجلس الشيوخ، وحتى أن قواتها قد رشحتها للرئاسة لكنها لم تقبل بهذا العرض،  وتم اعتقالها من قبل الجنرال بونيه بناءا على أوامر من ألكسندر بيتون، وتوفيت في السجن في 7 ديسمبر 1807، وتقول بعض المصادر أنها انتحرت،بينما يقول آخرون إن بيتون قتلها في السجن في واقع الأمر، حيث أصبح بيتيون الرئيس الجديد لمجلس الشيوخ وأصبح فيما بعد رئيسًا للبلاد بعد وفاته.